# Hunter Salani
Hunter Salani (25 febbraio 2005) è uno sciatore alpino statunitense.

## Biografia
Sciatore polivalente originario di Edwards e attivo dal novembre del 2021, Hunter Salani ha esordito in Nor-Am Cup il 23 marzo 2022 a Sugarloaf in discesa libera (22ª) e ai Mondiali juniores di Tarvisio 2025 ha vinto la medaglia di bronzo nella combinata a squadre; non ha debuttato in Coppa del Mondo e non ha preso parte a rassegne olimpiche o iridate.

## Palmarès

### Mondiali juniores
- 1 medaglia:
  - 1 bronzo (combinata a squadre a Tarvisio 2025)

### Nor-Am Cup
- Miglior piazzamento in classifica generale: 13ª nel 2025